# Ceriagrion hoogerwerfi
Ceriagrion hoogerwerfi – gatunek ważki z rodziny łątkowatych (Coenagrionidae).